# 2002 PE155
2002 PE155 est un objet transneptunien faisant partie des cubewanos. 

## Caractéristiques
2002 PE155 mesure environ 253 km de diamètre ; son arc d'observation est encore faible.